# Herminia tenuialis
Herminia tenuialis là một loài bướm đêm trong họ Noctuidae.